# Georges Groussard (cyclisme)
Pour les articles homonymes, voir Georges Groussard et Groussard.
Georges Groussard, né le 22 mars 1937 à La Chapelle-Janson (Ille-et-Vilaine), est un coureur cycliste français, professionnel de 1961 à 1967.

## Biographie
Georges est le troisième d’une famille de 6 enfants : Pierre, Joseph, Albert, Élise et Michel. Il démarre le cyclisme dès le plus jeune âge. 
En 1960, alors actif en indépendant, il remporte le Circuit du Morbihan et une étape de l'Essor breton. Il passe professionnel l'année suivante, en 1961, au sein de l'équipe Alcyon-Leroux.
Au cours de sa carrière, il participe à 7 Tour de France. Sur l'édition 1964, il réalise la meilleure performance de sa carrière. Porteur du maillot jaune pendant 9 jours consécutifs, il termine cinquième du classement général à Paris. Cette même année, il se classe cinquième du Prestige Pernod, qui récompense le meilleur cycliste français de la saison.
Son frère aîné, Joseph Groussard, est aussi un ancien coureur cycliste.
Une cyclosportive UFOLEP, dénommée "La Georges Groussard", est organisée chaque année au mois de juin en son hommage.

## Palmarès

### Palmarès amateur
- 1956
  - Champion de Bretagne des sociétés (avec le VS Fougerais)
  - 2e du Circuit des Deux Provinces
- 1958
  - Paris-Verneuil
  - Grand Prix Le Restif (Plancoët)
  - 1re étape du Circuit des Angevines
  - 3e du Circuit de Boulogne
- 1960
  - 1re étape de l'Essor breton
  - Circuit du Morbihan
  - 2e du Grand Prix de L'Économique

### Palmarès professionnel
- 1961
  - 3e du Tour de Luxembourg
- 1962
  - 2e du Grand Prix de Plouay
  - 10e de Paris-Nice
- 1963
  - 2e du Circuit du Morbihan
  - 3e de la Mi-août bretonne
- 1964
  - 2e du championnat de France sur route
  - 5e du Tour de France
  - 10e du Grand Prix du Midi libre
- 1966
  - 3e du Tour du Morbihan

## Résultats sur les grands tours

### Tour de France
7 participations
- 1961 : 30e
- 1962 : 72e
- 1963 : 51e
- 1964 : 5e,  maillot jaune pendant 9 jours[1]
- 1965 : abandon (3e étape)
- 1966 : 30e
- 1967 : hors-délais (8e étape)

### Tour d'Espagne
1 participation 
- 1967 : abandon (18e étape)